# Hemvärnets Musikkår Lund
Hemvärnets musikkår Lund (HvMk Lund), är en svensk militär musikkår som ingår i Hemvärnsmusiken och är förlagd till Lund.

## Historik
Hemvärnets musikkår Lund bildades år 1942 och är en av Sveriges äldsta hemvärnsmusikkårer. I början utgjordes kåren av en liten ensemble, som huvudsakligen spelade på Hemvärnets egna aktiviteter. Numera är kåren en fullbesatt symfonisk blåsorkester av modernt snitt, vilket avspeglas i den breda musikverksamheten. Musikkåren ger egna konserter i kyrkor och konsertsalar, men framträder i minst lika hög grad även i militärmusikaliska sammanhang. Musikkåren spelar bl.a. för Södra skånska bataljonen, som kåren också tillhör. Hemvärnets musikkår Lund står ofta för musiken på Södra skånska regementet, P7, vid ceremonier som soldaterinran, korum och tapto samt vid Regementets dag och när höga militära befattningshavare kommer på besök. Musikkåren har sedan år 1964 vid ett stort antal tillfällen spelat vid högvaktsavlösningen på Stockholms slott. Kåren har också spelat på ett flertal tattooer och musikfestivaler utomlands, samt representerat de svenska färgerna vid 17 maj-firandet i Oslo.
Bland de artister som musikkåren har samarbetat med genom åren kan nämnas Rickard Söderberg, Joachim Bäckström, Christer Nerfont, Mats Rondin, Fredrik Kronkvist, Miriam Aïda och Gunhild Carling.

## Befattningar[10]

### Dirigent
Jörgen Flink

### Hemvärnstrumslagare
Jan Olof Svensson

### Musikkårchef
Mats Manhammar

### Ställföreträdande musikkårchef
Fredrik Bruzelius

## Tidigare befattningar

### Dirigenter
Roger Andersson 1987-2006
Martin Martinsson 1973-1987
Kjell Nilsson 1965-1973
Nils Hjelm 1958-1965
Hugo Rittner 1950-1958
Carl Andersson 1942-1950

### Musikkårchefer
Jan Olof Svensson 1993-2014
Axel Martinsson 1962-1993

## Diskografi

### CD-skivor
- Riflessione - Speglingar och klanger, 2002.[11]
- Nordic Light, 2012. Sångsolist: Joachim Bäckström. HVMKL002[12]
- Vid dubbeleken - Södra skånska regementets marscher, 2016. HVMKL003
- Slightly to the Fore?, 2018. HVMLK004[13]